# Afronurus lantuyanensis
Afronurus lantuyanensis is een haft uit de familie Heptageniidae. De wetenschappelijke naam van de soort is voor het eerst geldig gepubliceerd in 2011 door Dietrich Braasch.
De soort komt voor in het Oriëntaals gebied. Het holotype werd in 1998 verzameld in Lantuyan op het Filipijnse eiland Mindoro.